# San Vito di Fagagna
San Vito di Fagagna (San Vît di Feagne in friulano standard, San Vît nella variante locale) è un comune italiano di 1 681 abitanti del Friuli-Venezia Giulia.

## Storia

### Simboli
Lo stemma e il gonfalone sono stati concessi con decreto del presidente della Repubblica del 7 aprile 2003.
Il gonfalone è un drappo di bianco.

## Monumenti e luoghi d'interesse
- Chiesa dei Santi Vito, Modesto e Crescenzia
- Chiesa di Santa Maria Assunta a Silvella

## Società

### Evoluzione demografica
Abitanti censiti

### Lingue
A San Vito di Fagagna, accanto alla lingua italiana, la popolazione utilizza la lingua friulana. Ai sensi della Deliberazione n. 2680 del 3 agosto 2001 della Giunta della Regione autonoma Friuli-Venezia Giulia, il Comune è inserito nell'ambito territoriale di tutela della lingua friulana ai fini della applicazione della legge 482/99, della legge regionale 15/96 e della legge regionale 29/2007.
La lingua friulana che si parla a San Vito di Fagagna rientra fra le varianti appartenenti al friulano centro-orientale.

## Amministrazione
| Periodo | Periodo   | Primo cittadino   | Partito      | Carica  |
| ------- | --------- | ----------------- | ------------ | ------- |
| 1995    | 2004      | Narciso Varutti   | Centro       | Sindaco |
| 2004    | 2014      | Carmen Micoli     | Lista civica | Sindaco |
| 2014    | 2024      | Michele Fabbro    | Lista civica | Sindaco |
| 2024    | In carica | Sergio Zucchiatti | Lista civica | Sindaco |